# François Denys Légitime

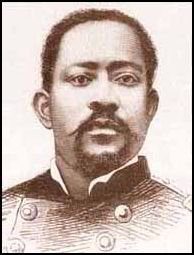
François Denys Légitime

François Denys Légitime, född 20 maj 1841, Jérémie, Haiti, död 30 juli 1935 var president i Haiti 16 oktober 1888-22 augusti 1889.